# Sereden
Sereden település Romániában, Szilágy megyében.

## Fekvése
Szilágysomlyótól és Krasznától délkeletre, a Meszes-hegység nyugati lábánál, a Krasznába torkolló Seredenke patak mellett, Oláhkecel, Petenye és Bogdánháza közt fekvő település.

## Nevének eredete
Nevét a mellette elfolyó Seredenke-patakról kapta.

## Története
Sereden  nevét 1270-ben említették először az oklevelek Seredunke (folyó) néven, István királynak a Krasznai várhoz tartozó Horváth-föld határjáró oklevelében. 
1413-ban már kettő Sereden: Alsó- és Felsősereden volt említve. Ekkor mindkét település Seredeni Tamás fia János birtoka volt, aki mindkettőt elzálogosította Losonczy Bán Rád fiainak Istvánnak és Rádnak. 1429-ben Sereden és Seredenke nevű részbirtokokat Zsigmond király a Kusalyi Jakcsoknak adományozta. 1475-ben királyi birtok, amelyet Keczeli Szele Márton  kapott adományba Mátyás királytól hű szolgálataiért. 1453-ban a két sereden nemesi birtokként szerepelt az oklevelekben. 1808-ban végzett összeíráskor főbb birtokosai voltak: gróf Rédei, gróf Teleki, báró Wesselényi, báró Kemény, gróf Andrási, Kovács, Láposi és Ördög nemes birtokos családok. 1847-ben 748 lakosa volt, valamennyi görögkatolikus. 1890-ben 951 lakosából 8 magyar, 13 német, 916 román, 11 egyéb nyelvű volt, ebből 922 görögkatolikus, 1 görögkeleti, 28 izraelita volt. A házak száma ekkor 204 volt. 1910-ben 1016 lakosa volt, ebből 23 magyar, 993 román, melyből 992 görögkatolikus, 23 izraelita volt. Sereden a trianoni békeszerződés előtt Szilágy vármegye Krasznai járásához tartozott.

## Nevezetességek
- Görögkatolikus kőtemploma 1862-ben épült. Anyakönyvet 1824-től vezetnek.